# Fried Heuler
Friedrich „Fried“ Maximilian Heuler (* 23. Mai 1889 in Albertshausen, heute Ortsteil von Bad Kissingen; † 27. September 1959 in Würzburg) war ein deutscher Bildhauer und Grafiker.

## Leben

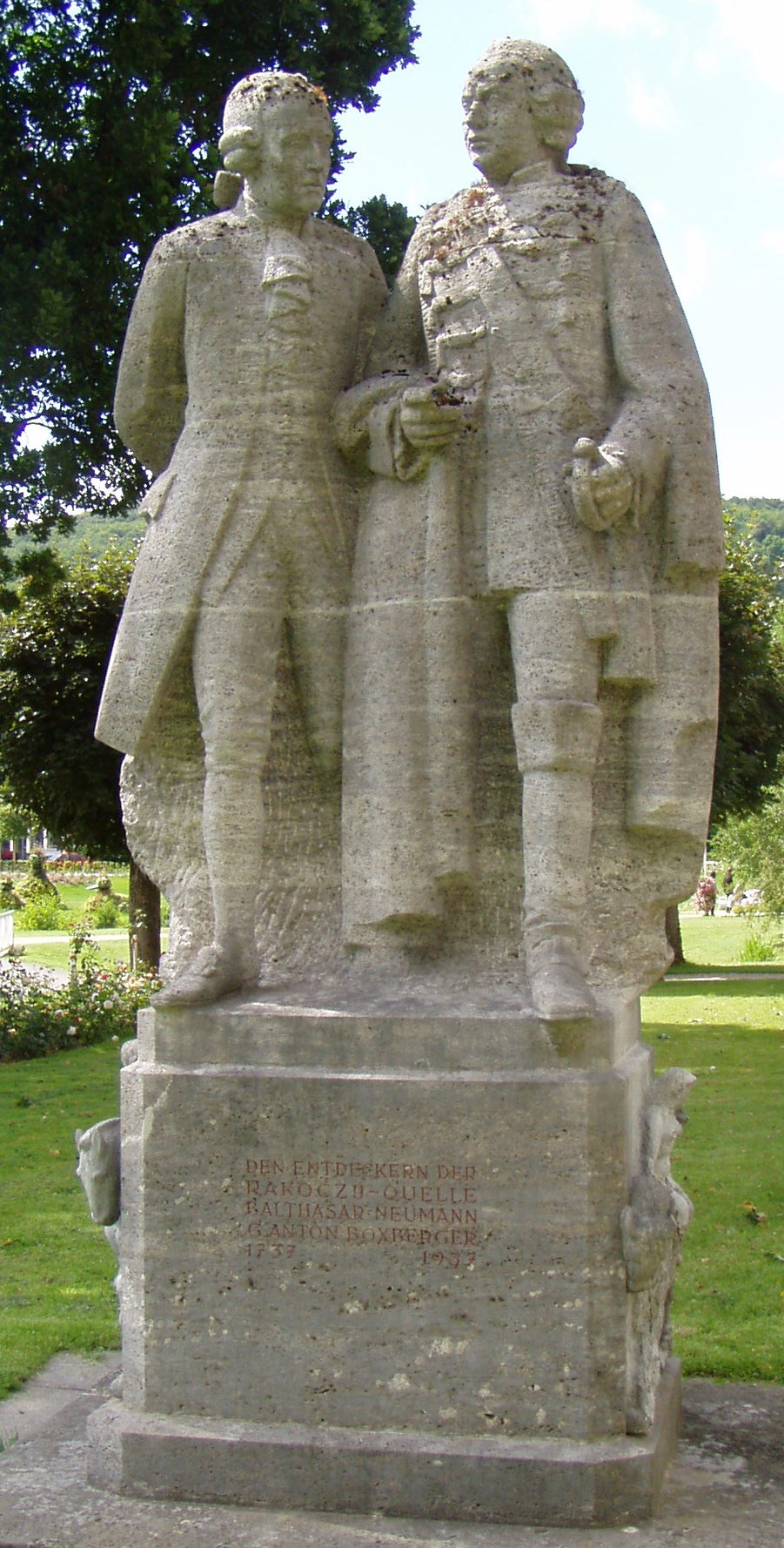
Georg Anton Boxberger (links) mit Balthasar Neumann
(Boxberger-Neumann-Denkmal von 1938 im Rosengarten, Bad Kissingen)

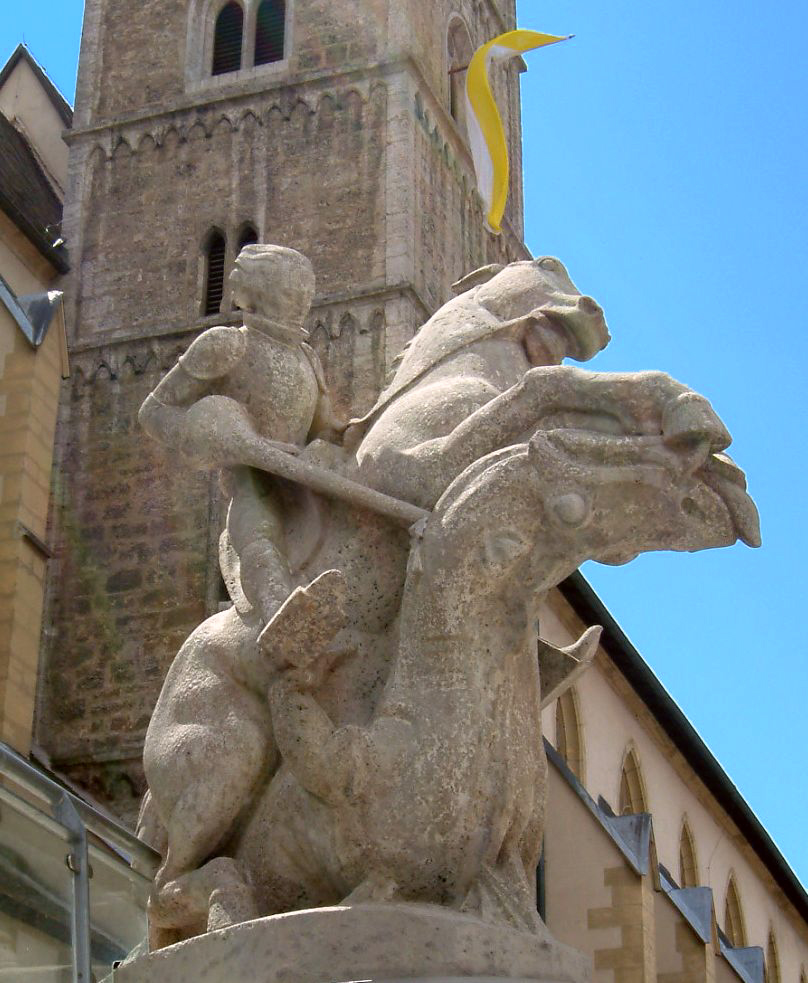
St. Georg als Drachentöter, 1926 (Kriegerdenkmal in Ochsenfurt)

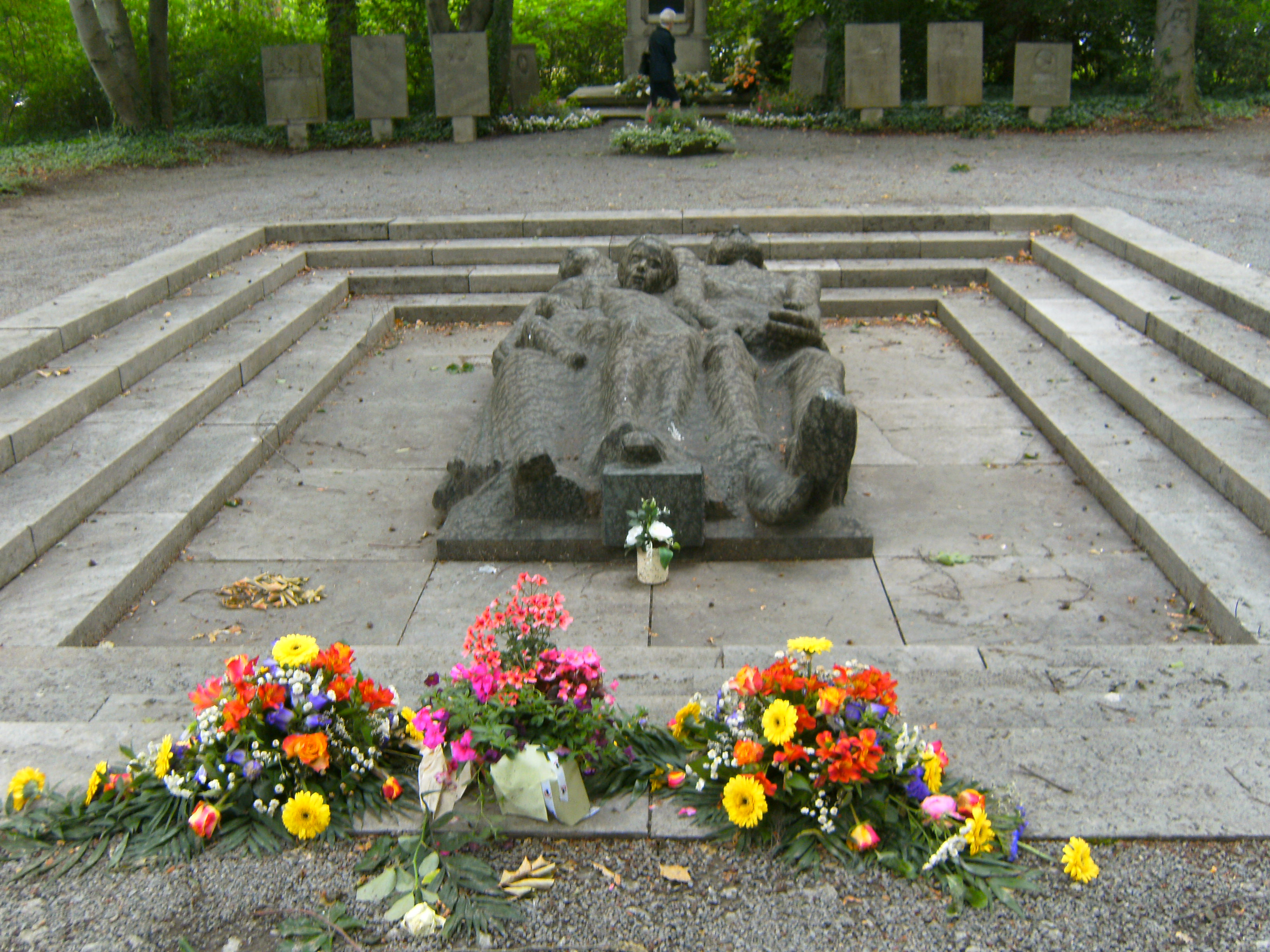
Kriegsgräberstätte Bombenopfer des Zweiten Weltkriegs Würzburg. Massengrab am Eingang zum Hauptfriedhof: Denkmal von Fried Heuler des Elternpaars mit Kind in Totenstarre.

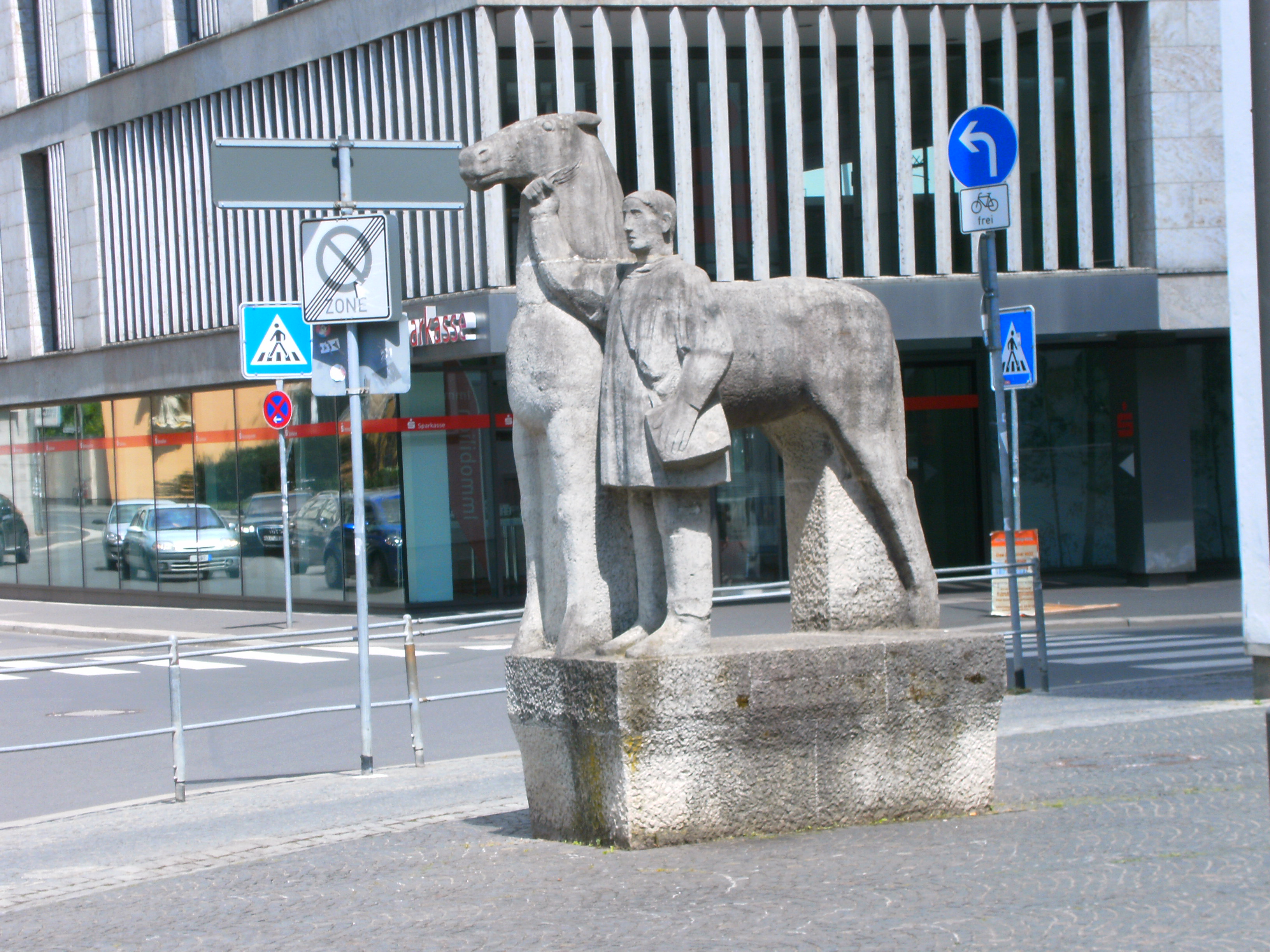
Würzburg am Paradeplatz: Der Postreiter, Skulptur von Fried Heuler, seitlich.

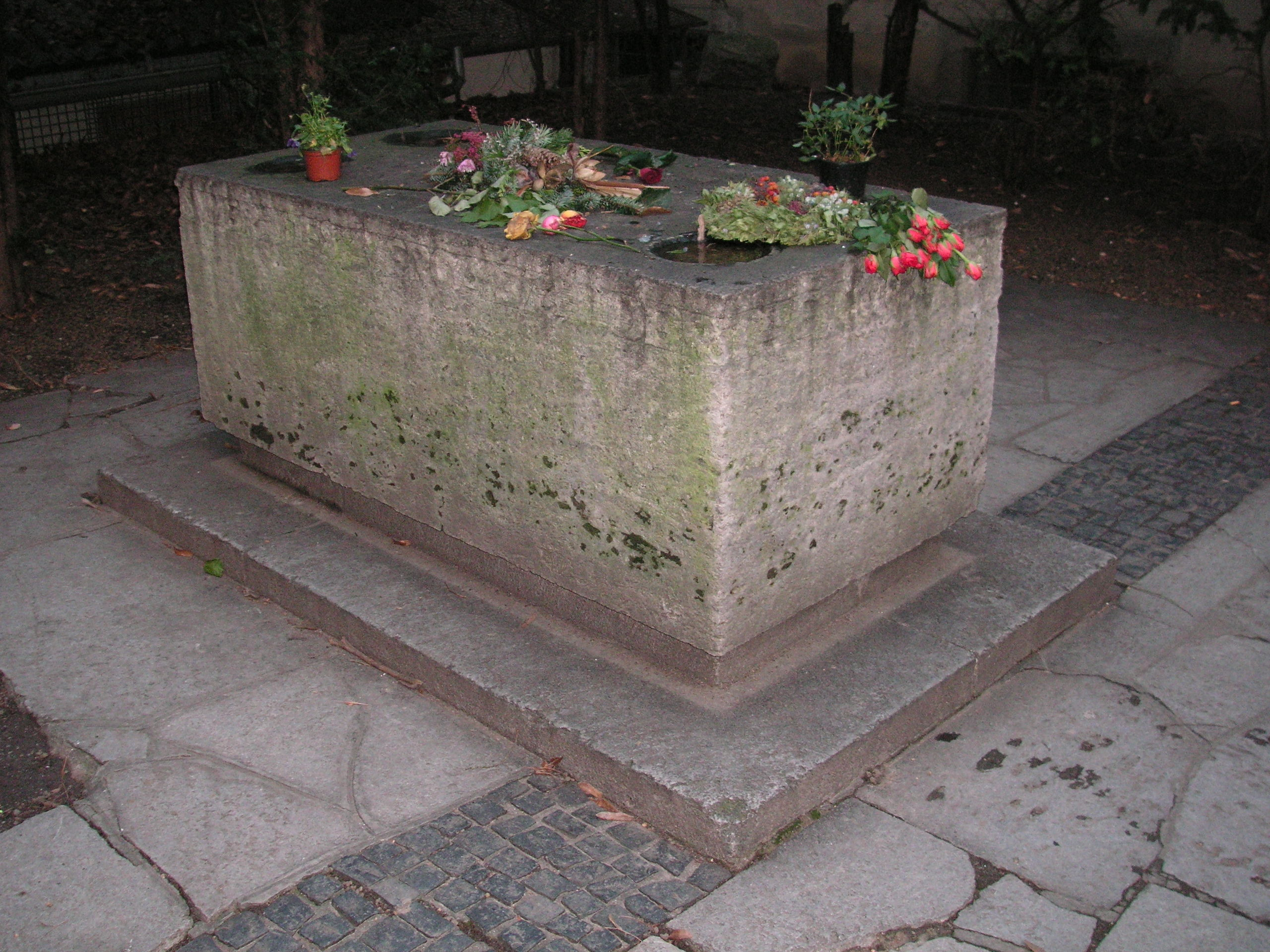
Gedenkstein für Walther von der Vogelweide im Lusamgärtchen in Würzburg

Fried Heuler stammte aus einer alten Lehrerfamilie und wurde als siebtes Kind des Lehrers Valentin Heuler (1848–1922) und dessen Ehefrau Regina Statt (1849–1933) im Schul- und Lehrerhaus zu Albertshausen geboren, wo er auch die Volksschule besuchte. 1901 wurde der Vater zum Hauptlehrer befördert und nach Bütthard bei Ochsenfurt versetzt. Für den überzeugten Lehrer war es ganz selbstverständlich, dass auch sein Sohn Fried wie dessen zwei ältere Brüder ebenfalls Lehrer werden sollte. Deshalb besuchte dieser widerwillig ab 1906 die Präparandenschule in Haßfurt, scheiterte aber schon im zweiten Studienjahr und begann stattdessen 1908 eine Bildhauerlehre bei Arthur Schleglmünig (1863–1953) in Würzburg, der seinerzeit in Kissingen bei Michael Arnold in die Lehre gegangen war. Hier erwarb Heuler gemeinsam mit der Würzburger Bildhauerin Emy Roeder wichtige handwerkliche Grundlagen. Von 1909 bis 1911 besuchte er die städtische Gewerbeschule Würzburg und die Kunstakademie München. Der Ausbildung schlossen sich Studienaufenthalte in Florenz, Marseille, Rom, Brüssel, Berlin, Paris und London an. Auguste Rodin und Aristide Maillol wurden nun seine wichtigsten künstlerischen Vorbilder. Kurz vor Ausbruch des Ersten Weltkriegs unternahm er 1914 noch eine Studienreise nach Südrussland.
Mit Ausbruch des Ersten Weltkriegs musste Fried Heuler seine Künstlerwanderschaft beenden und war bis Kriegsende Soldat. Anschließend war er ab 1919 als selbständiger Bildhauer in Würzburg ansässig, musste aber bald aus Platzmangel das Haus seines Schwiegervaters, des Buchbinders Vervier in der Spiegelstraße, verlassen und ließ sich in Veitshöchheim nieder, wo er bis zu seinem Tod seinen Hauptwohnsitz behielt. Ab den 1920er Jahren leitete er hier die Modellierklasse der Handwerkerschule des „Polytechnischen Zentralvereins“ und schuf bis 1933 die Kriegerdenkmäler in Ochsenfurt, Haßfurt und Würzburg. Über Deutschland hinaus wurde er bekannt durch das 1931 geschaffene Grabmal für die Gefallenen des Ersten Weltkriegs in Würzburg. Während der Zeit des Nationalsozialismus hieß es 1934 über dieses Denkmal:
„Es mag manches noch so künstlerisch gute Gefallenendenkmal geben, vor diesem muß es zurücktreten, weil hier die Idee so stark und eindringlich ist, daß man sich fragen muß, ob hier nicht die alleinig stärkste Form für diesen Gegenstand gefunden ist. Alles individuelle Gefühl fehlt hier, die Kameradschaft hat eine würdige Darstellung gefunden. Hier bricht nicht eine einzelne Gestalt in Trauer zusammen, hier wird die letzte schwere Pflicht getan.“
Mit dem Florian-Geyer-Mahnmal auf der Festung, einer Hitler-Büste und einer Büste des Gauleiters Otto Hellmuth blieb Heuler auch im Dritten Reich tätig, ohne jedoch Parteimitglied zu werden. Heuler vermied bei seinen Werken in öffentlichem Auftrag die Anbringung von Parteisymbolen. So gestaltet er 1938 das Tor „Mainfranken“ der VW-Werke völlig unpolitisch, eher humanistisch, mit Allegorien vom Flussgott Moenus und Franconia, der Patronin Frankens.
Im Zweiten Weltkrieg war Heuler wieder Soldat, wurde jedoch wegen seines Alters nicht mehr an der Front, sondern nur noch als Kriegsberichterstatter eingesetzt. Hier konnte er seine alten künstlerischen Kontakte wieder aufnehmen. Zuletzt wurde er als 55-Jähriger als Hilfsarbeiter dienstverpflichtet beim Zoll eingesetzt.
Nach dem Krieg wurde er 1945 als Nicht-Parteigenosse sofort in eine Kommission für den Wiederaufbau von Würzburg berufen. Im Jahr 1949 erhielt er den Auftrag für das Grabmal des Bischofs Matthias Ehrenfried und 1954 für das Mahnmal zur Erinnerung an die über 5000 Opfer des Bombenangriffs auf Würzburg am 16. März 1945, das vor dem Hauptfriedhof inmitten der Massengräber steht. Bekannt ist auch sein Postreiter von 1958 am Paradeplatz in Würzburg vor dem ehemaligen Postgebäude.
Nachdem bei ihm Magenkrebs diagnostiziert worden war, zog Heuler 1958 zu seiner Tochter nach Würzburg. Dort starb er hochgeehrt am 27. September 1959. Auf seinem Grab auf dem Hauptfriedhof Würzburg steht ein von ihm selbst geschaffener Grabstein mit einer Darstellung der Auferstehung Jesu Christi.
Über Heuler waren zahlreiche Legenden in Umlauf sind, die er größtenteils selbst erschaffen hatte. Seine Freunde wussten, dass er oft maßlos übertrieb und bezeichneten seine Geschichten deshalb als „Heuleriaden“, ohne sie ernst zu nehmen.

## Werke (Auswahl)
Heuler fertigte eine Vielzahl von Plaketten, Bildnisbüsten, Stein- und Bronzeplastiken. Neben Akten und figürlichen Darstellungen schuf er vor allem Bildwerke zu christlichen und allegorischen Themen. Bekannt sind seine Mahnmale. Er gestaltete eine Gedenkplatte im Florian-Geyer-Gedächtnis-Saal der Festung Marienberg und eine von der ehemaligen Städtischen Galerie in Würzburg erworbene Büste des Gauleiters Otto Hellmuth; auch ein 1943 geschaffenes Marmorporträt des Dermatologen Karl Zieler stammt von Heuler, wurde aber von seinem Standort in der Würzburger Universitätshautklinik ins deren Magazin verbracht. Heuler beschäftigte sich auch mit Grafik und Malerei.
Seit 1930 erinnert im Lusamgärtchen des Würzburger Neumünsters der von Heuler geschaffene Gedenkstein in Form einer stilisierten Tumba an den Minnesänger Walther von der Vogelweide auf dessen Grabstätte. Außerdem schuf der Künstler die Skulptur des Scholastikaaltars in der Münsterschwarzacher Klosterkirche.

## Ehrungen
Heuler erhielt 1954 die von ihm selbst entworfene Stadtplakette der Stadt Würzburg in Silber, vom Bayerischen Kultusministerium wurde er in den Kunstausschuss der Münchner Künstlergenossenschaft berufen. Anlässlich seines 60. Geburtstages im Jahr 1949 veranstaltete die „Vereinigung der Kunstschaffenden Unterfrankens“ im Wenzelsaal des Würzburger Rathauses eine Einzelausstellung seiner Werke. 1989 richtete die „Städtische Galerie Würzburg“ eine Gedenkausstellung aus. In Bad Kissingen-Albertshausen gibt es seit 1974 die nach ihm benannte Fried-Heuler-Straße.
Im Jahr 1997 wurde in seinem Geburtsort Albertshausen an der Stelle des abgerissenen Schulhauses ein von Julian Walter geschaffenes Denkmal errichtet, das die Stadt Bad Kissingen in Auftrag gegeben hatte.
Anlässlich seines 120. Geburtstages und seines 50. Todestages veranstalteten Landkreis und Stadt Bad Kissingen im Herbst 2009 eine Gedächtnisausstellung im Landratsamt.

## Ausstellungen (Auswahl)
- 2009, 25.09.-06.11., Bad Kissingen: Fried Heuler. Skulpturen-Modelle-Zeichnungen. Gemeinsame Ausstellung von Landkreis und Stadt Bad Kissingen zum 50. Todestag des unterfränkischen Bildhauers im Foyer des Landratsamtes Bad Kissingen